# Nebezpečná
Nebezpečná (angl. Dangerous) je drama režiséra Alfreda E. Greenaa z roku 1935 s Bette Davis a Franchotem Tonem v hlavní roli. Snímek byl natočen na motivy stejnojmenné povídky scenáristy Lairda Doyleho a získal Oscara za nejlepší ženský herecký výkon v hlavní roli pro Bette Davis.

## Děj
Don Bellows (Franchot Tone), významný architekt z New Yorku, je zasnoubený s krásnou a bohatou Gail Armitage (Margaret Lindsay). Jednoho večera jde zapít s přáteli zasnoubení, když na ulici potká vyhaslou umělkyní Joyce Heath, která byla kdysi jednou z nejslibnějších hereček na Broadwayi. Don se cítí hluboce zavázán Joyce, protože její výkon ve hře Romeo a Julie ho inspiroval natolik, že se stal architektem. A proto se rozhodl jí pomoct, když ji opilou a znavenou poznal v hospodě. Vezme ji k sobě do domu a spolu s hospodyní Williamsovou (Alison Skipworth) jí chtějí pomoct zbavit se závislosti.
Don se snaží Joyce držet od alkoholu a v procesu pomoci se do ní zamiluje. Ta ho varuje před svým přesvědčením, že ničí všechno a každého, koho se dotkne. Aby ji uchránil, Don zruší zasnoubení s Gail a zajistí herečce návrat na divadelní prkna. Před premiérou nové hry požádá Don Joyce o ruku. Ona to odmítá. Neuvádí Donovi pravý důvod a tím je její svazek a manželství s neúspěšným Gordonem Heathem (John Eldredge).
Joyce jde požádat Gordona o rozvod, ten však zarputile odmítá. Požádá ho pod záminkou lži, aby s ní jel něco zařídit. Ona řídí auto, táže se svého manžela, zdali by se pod hrozbou smrti s ní rozvedl, a když jí manžel odpovídá, že ne, Joyce napálí jejich auto do stromu a způsobuje těžkou autonehodu. Ona vyvázne bez těžkých zranění, kdežto on zůstává ochrnutý na celý život.
Don je v troskách, jakmile se skrze noviny dozví, že jej Joyce oklamala. Obviní ji, že je sobecká ženská. Ona se trápí a chce se zabít, když v tom najde v sobě potřebu a nutkání pomoct svému muži a postarat se o něj. Než by Donovi řekla úplnou pravdu, že ho miluje, rozhodne se pro manžela Gordona, se kterým chce strávit zbytek života a poradí Donovi Bellowsovi, aby se vrátil k snoubence a vzal si ji.

## Obsazení

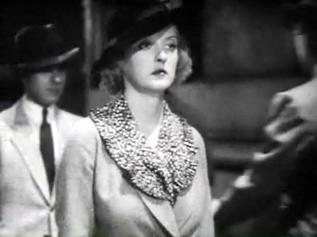
Bette Davis jako Joyce Heath

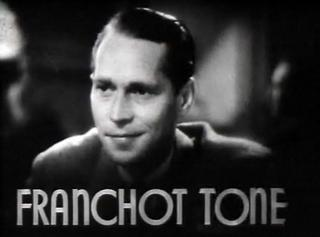
Franchot Tone jako Don Bellows

| Bette Davis      | Joyce Heath           |
| Franchot Tone    | Don Bellows           |
| Margaret Lindsay | Gail Armitage         |
| Alison Skipworth | Hospodyně Williamsová |
| John Eldredge    | Gordon Heath          |
| Dick Foran       | Teddy                 |

## Zajímavosti
Bette Davis získala za postavu alkoholem vyprahlé herečky Joyce Heath Oscara. Byla za tuhle poctu ráda, avšak měla dojem, že ji spíš měla získat rivalka Katharine Hepburn za film Alice Adams, která byla v tom roce taky nominována. Celý život měla pocit, že to byla jen cena útěchy za to, že rok předtím nebyla oficiálně nominována za film Of Human Bondage.
V roce 2002 byla síť restaurací Planet Hollywood v konkurzu a musela prodávat svůj majetek. Mezi něj patřila i soška Oscara, kterou kdysi Davis získala za film Nebzepečná. Steven Spielberg anonymně cenu Akademie v aukční síni Sotheby's zakoupil a vrátil americké Akademii filmového umění a věd.

## Ocenění

### Oscar
- Nejlepší herečka - Bette Davis (cena)